# Батальон маори
28-й батальо́н (англ. 28th Battalion) , более известный как Батальо́н ма́ори (англ. Māori Battalion) — батальон Армии Новой Зеландии, принимавший участие во Второй мировой войне. Он был создан под давлением представителей маори в Лейбористской партии, а также различных организаций маори, желавших создания чисто маорийского военного подразделения для службы за границей страны. Батальон создавался по опыту Новозеландского инженерного батальона маори, успешно воевавшего в Первой мировой войне. Служба в батальоне позволяла представителям народа, знаменитого своими военными умениями, проверить собственные силы.
Батальон был создан в 1940 году как часть Новозеландской экспедиционной армии и стал 28-м батальоном 2-й новозеландской дивизии. Батальон принимал участие в Греческой и Критской операциях, а также в Североафриканской и Итальянской кампаниях, заработав большое уважение как со стороны Союзников, так и у немецкого командования. Батальон маори за войну заработал наибольшее количество наград среди новозеландских войск. После окончания боевых действий контингент был частично переведён на службу в Японию как часть оккупационных войск Британского содружества. В 1946 году батальон был распущен.

## История

### Создание
Создание батальона маори обговаривалось ещё до начала Второй мировой войны. В середине 1939 года, когда стало понятно, что войны в Европе не избежать, Апирана Нгата стал обсуждать предложения по созданию военного подразделения из добровольцев-маори, аналогичного пионерскому батальону, служившему в Первой мировой войне. Это предложение было поддержано двумя другими представителями маори, Эруэрой Тирикатене и Параире Карака Паикеа, а также сообществом маори, для которого создание батальона воспринималось как возможность участия в войне и проверки своих военных умений. Сначала новозеландское правительство отказывалось от этой идеи, но 4 октября было озвучено положительное решение, а также решено включить батальон во 2-ю дивизию.
Было, однако, принято решение о назначении на многие руководящие посты, включая офицеров и унтер-офицеров, новозеландцев европейского происхождения, хотя после начала волнений правительство заверило, что вскоре их места займут достойные кандидаты-маори. Первым командиром батальона был назначен майор Джордж Диттмер (англ. George Dittmer), а заместителем командира стал подполковник резерва Джордж Бертран (англ. George Bertrand), наполовину маори. После призыва Бертран получил звание майора (для Великобритании практика, когда офицер резерва получает при следующем призыве более низкое звание, совершенно обычна). Оба они были ветеранами Первой мировой и обладали требуемым опытом.
Практически сразу же начался набор офицерского состава. Был объявлен поиск добровольцев из 2-й экспедиционной армии и с тыла. К концу ноября 146 стажёров было записано в школу армии в Трентхэме, где пройти экзаменацию были должны даже уже служащие офицеры. Параллельно с октября шёл набор рядового состава, закончившийся призывом примерно девяти сотен человек. Процесс набора контролировали офицеры, консультировавшиеся с авторитетами в племенах; набирались только холостяки возраста 21—35 лет, хотя позже вступать в батальон разрешили женатым, если у них было не более двоих детей.
26 января 1940 года произошёл первый сбор батальона в Палмерстон-Норт. До создания батальона было решено, что его структура будет соответствовать племенной. Батальон состоял из роты штаб-квартиры и четырёх стрелковых рот, обозначенных буквами от «A» до «D»: в «A» служили выходцы из северного Окленда, в «B» — из Роторуа, залива Пленти и района Темза—Коромандел; «C» — с восточного побережья от Гисборна до Ист-Кейпа; «D» — из Уаикато, Маниапото, Хокс-Бей, Веллингтона и Южного острова, а также тихоокеанских островов, архипелага Чатем и атолла Сикаиана.
В феврале было выпущено обмундирование и начались тренировки, прерывавшиеся медицинскими обследованиями и церемониями, посвящёнными празднованию очередной годовщины подписания Договора Вайтанги. Недостаток опыта в организации боевых операций также замедлял подготовку батальона, там было недостаточно конторских служащих, водителей и связистов, так как большинство добровольцев происходило из сельских районов, и их подготовку нужно было начинать с нуля. Организационные работы были завершены в марте, и 13 марта 1940 года 28-й батальон встал под ружьё. После двухнедельного отдыха солдаты прошли пятинедельные учения перед отбытием на борт 1 мая 1940 года. В тот момент в батальоне было 39 офицеров и 642 человека рядового состава.

### Великобритания
На борту пассажирского лайнера RMS Aquitania батальон прибыл в Гурок (Шотландия). Изначально предполагалось, что солдаты батальона примкнут ко 2-й дивизии Ближний Восток, однако из-за угрозы нападения Германии на Великобританию было принято решение о выведении второго эшелона дивизии, включавшего 28-й батальон, который помог бы оборонять Великобританию.
В конце июня или начале июля 1940 года 28-й батальон был присоединён к бригаде Харольда Барроукло, под его командованием солдаты обеспечивали оборону и проходили тренировку. Так как приоритетным направлением было обеспечение экипировкой британских солдат, 28-й батальон испытывал в ней недостаток, и тренировки были в основном сфокусированы на защите от газовых атак и обучению маршированию. Король Георг VI инспектировал батальон 6 июля и, по его словам, был впечатлён их изяществом и выучкой, а также превосходной физической формой, находчивостью и манерами.

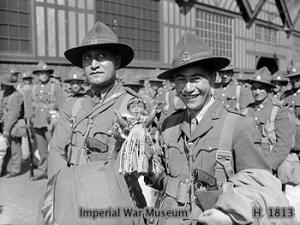
Офицеры батальона прибывают в Гурок 17 июня 1940 года

Вскоре после этого бригада начала быстрое развёртывание и оборонительные манёвры, так как росли опасения по поводу вторжения. Параллельно всё лето проходили учения, включавшие различные подразделения, от роты до батальона, по различным сценариям.
В сентябре батальон был объявлен подготовленным к возможной высадке немецких вооружённых сил. Приказы о переводе в Египет были отменены, и новозеландцы встали под командование 12-го корпуса армии, заняв оборонительные позиции в районе Фолкстон—Дувр. В октябре отряд под командованием Диттмера занимал оборону вместе с танковой ротой, кавалерийским эскадроном и в сопровождении пулемётчиков. В следующем месяце, когда вторжение было признано маловероятным, батальон отправили в Олдершот на два зимних месяца. В это время проводилось мало занятий, однако была проведена игра в регби-футбол против команды солдат Уэльса в Лэнгли-Парк, где маори проиграли 12-3. Позже в том же месяце батальон получил приказ готовиться к отправке в Египет, первую партию солдат отправили в середине декабря, а 7 января 1941 года на борт судна Athlone Castle взошли остальные.

### Ближний Восток
После заходов во Фритаун, Кейптаун и Дурбан Athlone Castle вошёл в Суэцкий канал и прибыл в гавань Тауфик 3 марта 1941 года. Спустя два дня батальон отправили в пустыню, где мототранспорт отвёз их в лагерь Гарави, к 32 км от Каира. Там их встретило подкрепление из 300 человек, которые должны были заменить заболевших и проводить к штабу. Вскоре после этого их направили в Александрию, откуда их забрал лайнер HMT Cameronia, направлявшийся в Грецию.

### Греция
6 апреля началось вторжение в Грецию. Защищать Грецию отправились три дивизии австралийских, британских и новозеландских пехотинцев, получивших обозначение «группа W». Так как к моменту нападения прибыло лишь две дивизии из трёх, новозеландские силы были рассеяны и могли лишь удерживать стратегически важный перевал близ Катерини. К тому моменту 28-й батальон ввели в 5-ю пехотную бригаду, из которой позже образовался АНЗАК. Так как силы противника были в несколько раз больше, в течение двух дней немцы прорвали оборону близ болгарской границы, и югославское сопротивление было разбито. В условиях ухудшения ситуации штаб-квартира приказала удерживать перевал до последнего человека.

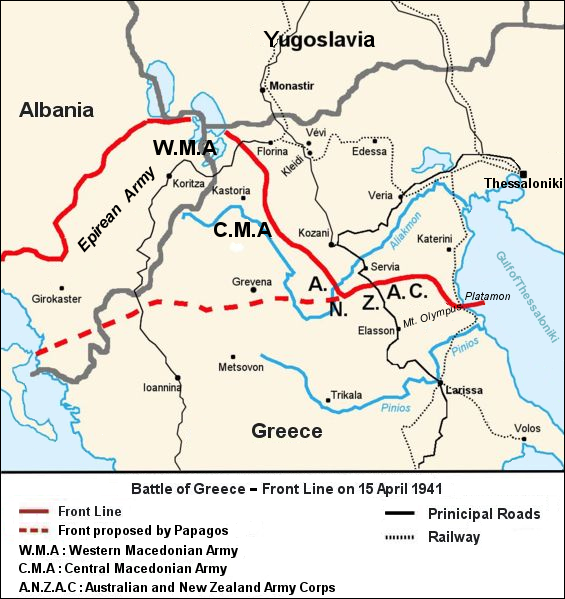
Карта, показывающая позиции на 15 апреля

Падение Салоник 9 апреля предопределило приказ об отступлении на юг. Батальон оставался на позициях до 12 апреля, помогая рыть укрепления. 12 апреля поступил приказ об отступлении за ущелье Мавронетти всей 5-й бригаде. Первое столкновение произошло на перевале Петра, вместе с 28-м батальоном воевал 22-й. Перед столкновением маори устроили проволочные заграждения и окопы, которые опутали колючей проволокой. Ночью были выставлены патрули, но их не атаковали. На следующее утро кавалерия, бывшая до того арьергардом, отступила, и ближе всех к противнику оказался 28-й батальон. Так как немецких солдат задержал 21-й батальон, наступление на город Лариса сделало положение батальона неустойчивым, и они снова получили приказ об отступлении. В АНЗАКе к тому моменту приняли решение о том, что позиции на 160 км к югу от Фермопил должны стать последней линией обороны.
Маори оставались на позициях до 17 апреля. Предыдущие два дня батальон противостоял попыткам 2-й пехотной дивизии Германии проникнуть в тыл, пока не получил приказ к отступлению. Отступление осложнялось сильным дождём и ветром, а отдельные взводы находились совсем рядом с частями Германии. Отступление проводилось в спешке, так как планировалось подорвать мост сразу после отхода войск, чтобы задержать продвижение немцев. В итоге батальон едва успел к взрыву.
Затем 28-й батальон отступил к Ай-Димитри (англ. Ay Dhimitrios), где началась подготовка к оцеплению выхода с перевала Олимп. Отступление, тем не менее, продолжилось, и 19 апреля 28-й батальон вместе с 5-й пехотной бригадой отправился ещё на 130 км к югу. Сразу по прибытии им было сообщено, что отступление продолжается, чтобы освободить путь 6-й пехотной бригаде. 21 апреля батальон маори занял те же позиции, что и войско Леонида в сражении при Фермопилах. После того, как батальон укрепился для обороны, 22 апреля вышел приказ о полном выводе войск из Греции.
Батальон прибыл в Афины 24 апреля, уничтожил немобильное оборудование и транспорт, задержавшись из-за того, что взвод бронетранспортёров Universal Carrier и миномётчиков отстали. К 9:00 вечера 24 апреля батальон всё ещё был не в сборе, однако посадка продолжилась, к 3:00 утра 25 апреля транспортные судна отошли от берега. Некоторые отставшие сумели достичь места посадки, однако некоторое число, без сомнения, попали в плен. Потери в Греции составили 10 человек убитыми или умершими от ран, шесть ранеными, 83 взятыми в плен, 11 ранеными и взятыми в плен.

### Крит
После эвакуации из Греции батальон был отправлен на судне HMS Glengyle на Крит, где присоединился к наспех собранному гарнизону. 5-я пехотная бригада была отправлена на охрану лётного поля, а 28-й батальон разместили на северном берегу в Платаньясе, на правом фланге. 20 мая немцы высадились, начав Операцию «Меркурий», сбросив десант на протяжении от Ханьи до Малеме. Так как целью высадки было лётное поле, на позициях маори десанта не было, кроме маленькой группы планеристов, занявшей дом на пляже в 800 метрах от позиций 28-го батальона. Взводу было приказано атаковать, и после короткой перестрелки, в которой двое новозеландцев были ранены, десять немецких солдат убиты, оставшиеся в доме десять человек сдались.

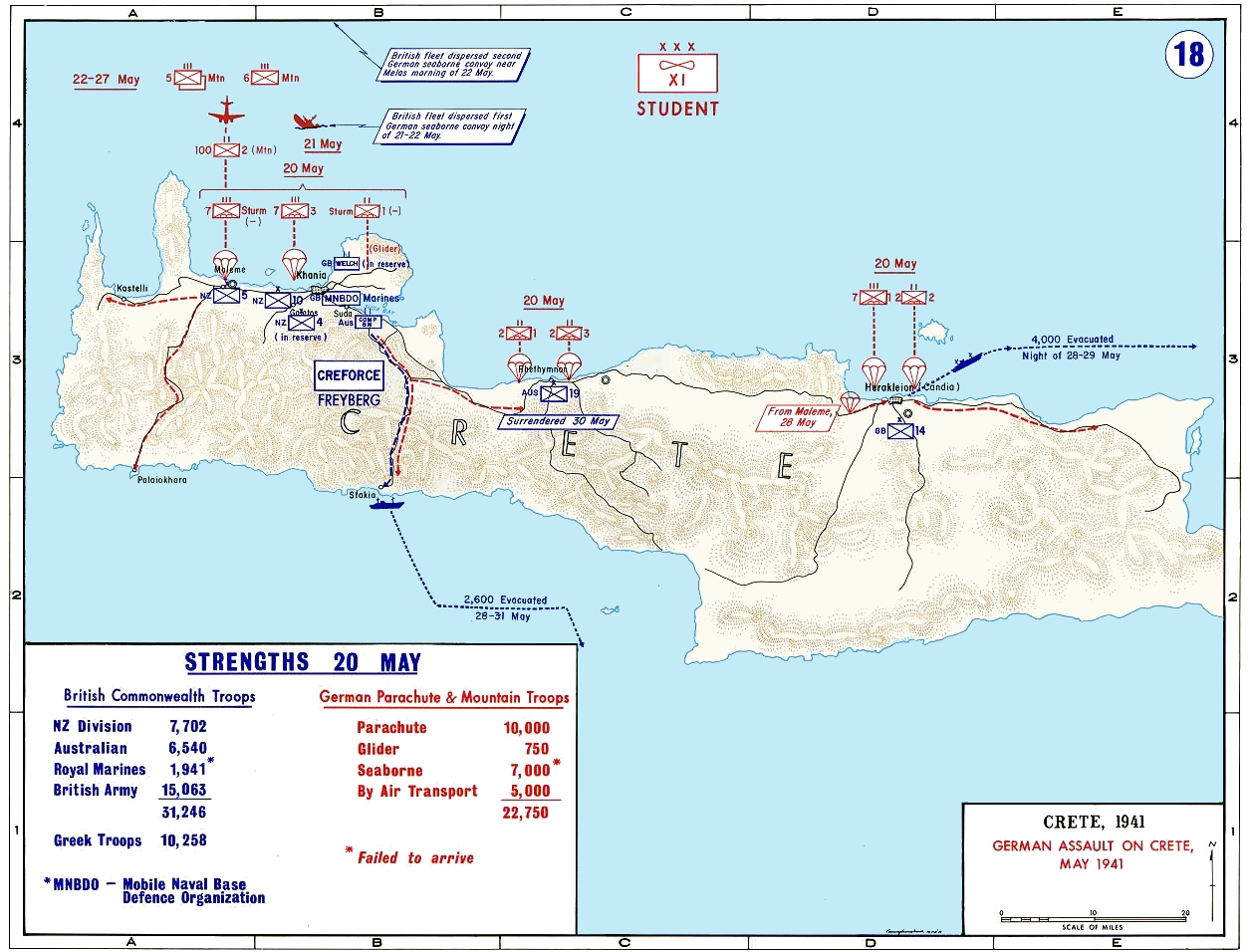
Нападение на Крит

Основные силы атакующих были сосредоточены на 22-м батальоне, защищавшем лётное поле. Под натиском немцев батальон запросил подкрепление, и командир бригады отослал им на помощь одну роту из 23-го батальона и одну из 28-го. Задание передали роте «B», и, так как дорогу знал только командир роты, солдаты отправились в 13-километровый марш. По дороге они наткнулись на отряд немцев, удерживая их до прибытия подкрепления. Немцы сдались, но один из солдат бросил в новозеландцев гранату, ранив двоих. В ответ маори пошли в штыковую атаку, убив 24 солдата противника, а затем ещё восьмерых в другой схватке. В дальнейшем 28-й батальон встречал небольшие группы немцев до достижения штаба 22-го батальона, где они получили приказ об отступлении c лётного поля. Одиннадцать часов спустя рота передала приказ 28-му батальону.
Следующие десять дней батальон оборонял остров, ввязываясь в стычки с немцами, включая бой за 42-ю улицу, в котором принимал участие вместе с австралийским батальоном 2/7, в котором 280 немцев и 100 маори были убиты. Однако вскоре стало понятно, что эвакуация неизбежна, и 28 мая началось отступление в Сфакион.
30 мая был получен приказ об отступлении с Крита, который, однако, не мог быть выполнен за отсутствием транспортных судов. Было решено выделить людей из каждого батальона, которые бы обороняли корабли с остальными. 28-й батальон направил 230 человек на борт, а 6 офицеров и 144 солдат остались. Множество добровольцев вызвались остаться, и в полночь последние отплывающие отправились на корабль. Батальон потерял 243 солдата во время защиты острова, включая 74 убитых и 102 раненых. Ещё 67 были захвачены в плен, из них 46 раненых. За командование батальоном на Крите Диттмер получил орден «За выдающиеся заслуги».

### Северная Африка
После отплытия с Крита 28-й батальон был отправлен в Египет, где солдатам выдали летнюю форму. К ним шло подкрепление. В июне они приняли участие в церемониальном параде для Георга VI и его супруги, на котором присутствовал командующий Второй новозеландской дивизией генерал-лейтенант Бернард Фрейберг. В июле батальон прошёл тренировки по ознакомлению с пустынными условиями и поучаствовал в спортивном параде, а затем отбыл в Кабрит, где соединился с остальной частью 5-й пехотной бригады для трёхнедельных учений. В августе солдаты отправились на позиции в 32 км к западу от Эль-Аламейн, где с сентября по октябрь строили дороги. Затем они получили приказ о подготовке к наступлению.

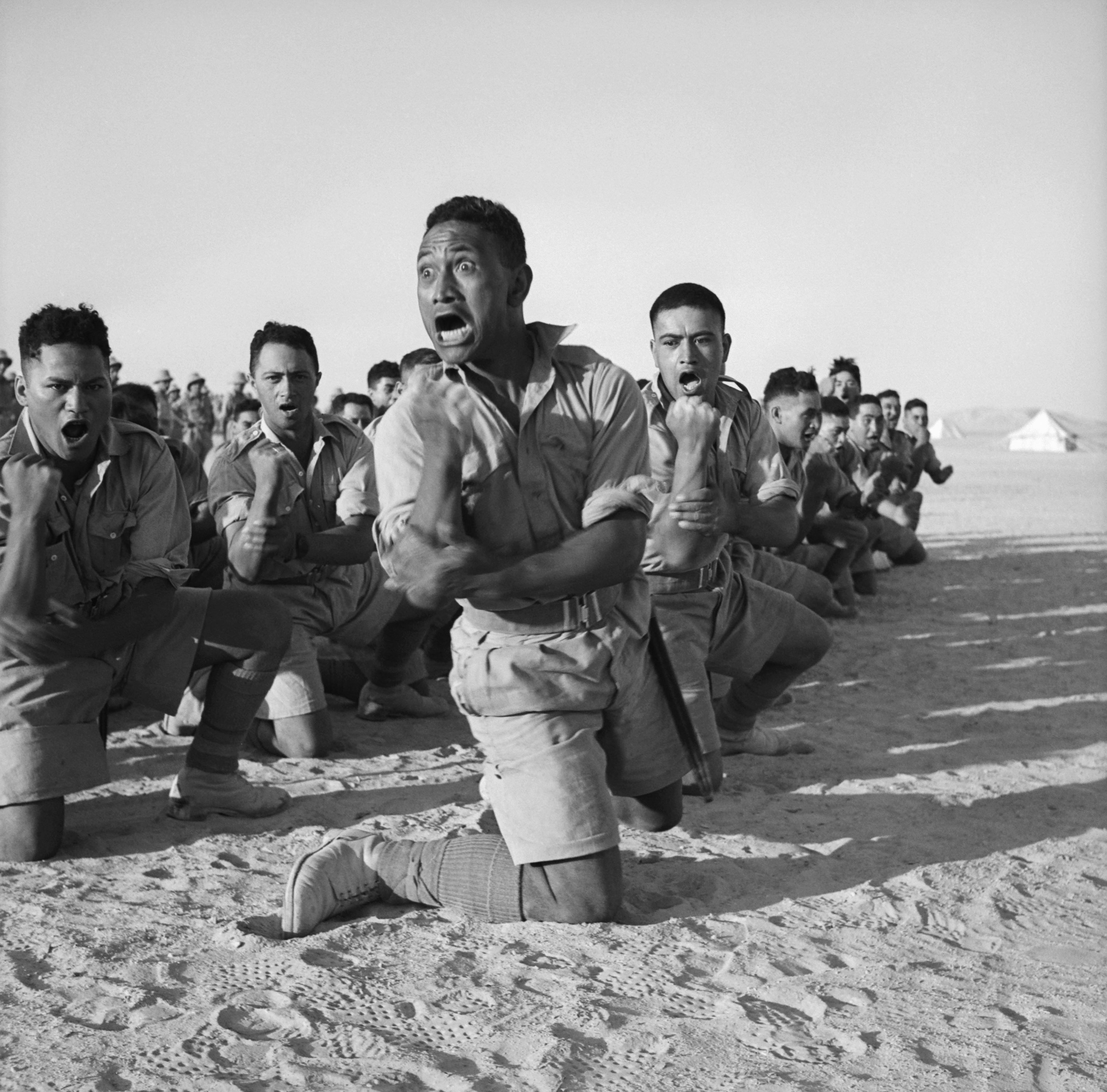
Маори исполняют хаку в Северной Африке, июль 1941 г.

11 ноября 1941 года 5-я бригада укрепилась близ Мерса-Матрух, 14 ноября началось продвижение в Ливию. Первым боевым заданием было захватить у итальянцев приморский город Соллум, оно было выполнено 23 ноября с минимальными потерями — 18 убитыми и 33 ранеными, однако ранены были командующий Диттмер и два командира роты. В плен было захвачено 247 итальянцев. Затем 5-я пехотная бригада встала под командование 4-й индийской пехотной дивизии, 28й батальон занял местность близ Эль-Бурди Bardia.
Спустя три дня батальон атаковал колонну танков и моторизованной пехоты, а затем напал из засады на колонну в Менастире 3 декабря. Крупные стычки произошли у деревень Айн-эль-Газала и Сиди-Магреб, там около 1000 итальянцев было захвачено в плен. Затем батальон отправился в Сирию, а потом вернулся в Египет к июню 1942 года. Получив первого в истории батальона командира-маори, подполковника Эруэру Лав (англ. Eruera Love), батальон вместе со Второй новозеландской дивизией вштыковую прорвал окружение при Минкар-Каиме. К тому моменту навыки штыковой атаки заработали маори репутацию охотников за головами среди немецкого командования, включая Роммеля.
В сентябре и октябре батальон принял активное участие в нападении на Мунассибскую низину и хребте Митейрия (англ. Miteiriya Ridge) во время второго сражения при Эль-Аламейне. 2 ноября батальон оказывал поддержку в прорыве сил Союзников. За период с июля по ноябрь батальон потерял троих командующих офицеров, но несмотря на это, в марте маори перешли из обороны (при Меденине) в нападение (высота 209 в ущельи Тебага, где почти полностью уничтожили немецкий мотострелковый батальон. За храбрость в этом бою второй лейтенант Моана-Нуи-а-Кива Нгариму был посмертно награждён Крестом Виктории. Командующий батальоном, подполковник Чарльз Беннет, за командование атакой получил медаль «За безупречную службу».
Две недели спустя, ночью с 19 на 20 апреля 1943 года, батальон принимал участие в нападении 5-й бригады на тунисскую деревню Такроуна. Из-за расположения деревни на вершине крутого уклона, сильного огня с закрытых позиций и множества мин атака застопорилась. Множество солдат, включая командующего, были ранены. Несмотря на это, рота под командованием Хаане Манахи смогла закрепиться на скале в начале сумерек. Мощный артобстрел и рукопашные схватки с итальянцами дважды вынуждали маори покинуть укрепление, но каждый раз Манахи вёл солдат в контратаку. После полудня Манахи с двоими помощниками захватил несколько пулемётных и миномётных позиций, окружив итальянцев и вынудив их сдаться. За эти действия Манахи был рекомендован к Кресту Виктории, но получил медаль «За безупречную службу».

### Италия
В мае 1943-го батальон вместе с 5-й бригадой снова вернулся в Египет, где прошёл переоборудование и переподготовку, а костяк бригады получил трёхмесячную увольнительную на родину. После того, как подполковник Кинги Кеиха был отправлен в лазарет, маорийских кандидатов в командиры батальона больше не оставалось, и 11 сентября его заменил подполковник Монти Фэйрбрадер. Батальон не принимал участия в Сицилийской операции в июле — августе, но в составе Второй дивизии был отправлен на Итальянскую кампанию. Батальон прибыл в Италию 22 октября, высадившись в Таранто. 5-я бригада прошла учения по тактике ближнего боя, оставаясь в лагере по 18 ноября. В этот день им было приказано выступать на 400 км на север для соединения с 8-й армией.
2-я новозеландская дивизия должна была поддержать 8-ю индийскую пехотную дивизию и принять участие в продвижении у Сангро, запланированном на конец следующего месяца. Бригада последовательно заняла позиции вокруг Атессы, маори находились в резерве, заняв несколько низких холмов у реки Сангро. Авангард 8-й армии достиг Сангро в начале ноября, а Харольд Александер, командующий 15-й группой армий, рассчитывал, что Монтгомери с 5-м корпусом нападёт 20 ноября. Монтгомери же тайно переместил 8-ю индийскую дивизию, чтобы сузить линию фронта, отправив новоприбывший 28-й батальон в овраг. Ливень затопил реку, задержав нападение и дав немцам время дождаться подкреплений. Ночью 28 ноября 8-я армия начала атаку при поддержке тяжёлой артиллерии. Новозеландцы постепенно прорывались вперёд, захватив большинство намеченных целей; 28-й батальон в атаке не участвовал.

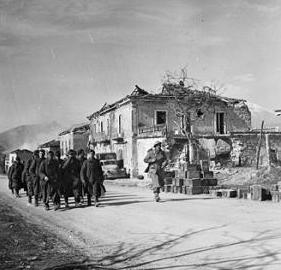
Солдаты 28-го батальона сопровождают немецких пленников близ Кассино; февраль 1944 года

В декабре 2-я дивизия приняла участие в Кампании на реке Моро. К тому моменту атакующие прорвались к Зимней линии, и 28-й батальон пересёк Сангро 1 декабря. Заторы на дорогах замедлили передвижение, и, прибыв для захвата Эличи (англ. Elici), маори обнаружили, что 23-й батальон и кавалерийская дивизия уже выполнили задание. Батальон снова был отправлен в резерв, заняв позиции в 1600 метрах к западу от Кастель-Френтано. 3 декабря 6-я пехотная бригада напала на Орсонью, сперва захватив её, но затем в тяжёлом бою оставив. Следующую атаку планировалось поручить новозеландцам из 5-й и 6-й пехотной бригад. Маори вели нападение 5-й бригады до отрога Паскуччо (итал. Pascuccio), планировалось перерезать дорогу между Орсоньей и Ортоной к востоку от цели 6-й бригады. Фэйрбродер планировал атаковать двумя ротами. Тем не менее, этого не произошло из-за сложного рельефа, помешавшего передвижению к Паскуччо.
Атака на Орсонью началась в 15:30, после получасовой бомбардировки. Это было первое сражение батальона на итальянской земле. Несмотря на некоторый начальный прогресс, немцы сумели удерживать Орсонью весь декабрь в условиях рукопашных атак. В конце концов маори было приказано оставить линию фронта в ночь с 15 на 16 января 1944 года. За время сражения 11 солдат батальона были убиты и 222 ранены.
Новозеландцы затем были отправлены к 5-й армии США для продвижения к Риму по западному побережью. В процессе батальон был реорганизован и тренирован близ Сант'Анджело-д'Алифе. Тогда же Фэйрбрадера заменил другой европейский офицер, майор Рассел Янг, получивший звание подполковника. Он командовал батальоном до июля 1944 года.
При продвижении по долине реки Лири маори приняли участие в битве под Монтекассино, где у стен бенедиктинского аббатства укрепились немецкие войска. В январе Союзники продолжали продвижение войск, однако под Кассино они были задержаны немцами. В ночь с 17 на 18 февраля 1944 года маори были отправлены в атаку на железнодорожную станцию с целью создать плацдарм. Они встретили ожесточённое сопротивление и, несмотря на то, что им удалось захватить станцию, они не смогли удержать её. В отсутствие затребованных бронемашин 28-й батальон продолжал сражаться всё утро и день, но после того, как их позиции атаковали два танка, маори были вынуждены отступить. Две атакующие роты, «A» и «B», потеряли более 60 % состава, 128 человек ранеными или убитыми. В марте они вновь ввязались в сражение под Кассино, но захватить аббатство не удалось до мая, к тому времени новозеландцы были эвакуированы к 8-й армии.
Из-за потерь батальон вернулся в строй только в июле 1944 года. Он принимал участие в операции у Флоренции, считается, что они первыми достигли города 4 августа. В это время командовал батальоном майор Арапета Аватере (Янг был госпитализирован с желтухой), хотя в конце августа Янг вернулся и в сентябре вёл маори в атаку при Римини. В ноябре Аватере стал командующим, а в декабре батальон атаковал немцев у Фаэнцы — за эту атаку Аватере получил медаль «За безупречную службу». Зимой из-за снега атаки Союзников прекратились. С января батальон занимал оборонительные позиции, пока не был отозван в середине марта.
В апреле 1945 года батальон вернулся на линию фронта для участия в последнем этапе войны. 1 апреля батальон находился на фронте близ Гранароло-делл'Эмилия вместе с остальными войсками 5-й бригады; в следующем месяце они приняли участие в крупных сражениях близ рек Сенио, Сантерно, Силларо, Монтеренцио, Гайана, оттесняя немцев к Триесту. В этих битвах батальон потерял 25 человек убитыми и 117 ранеными, а за всю Итальянскую кампанию — соответственно, 230 и 887.

### Роспуск
2 мая 1945 года стало понятно, что все немецкие войска к западу от реки Соча сдались. Пять дней спустя батальон узнал о безоговорочной капитуляции Германии. Несмотря на это, неизвестность в отношении Югославии и спорной провинции Истрия означали, что 28-й батальон оставался в состоянии боевой готовности до начала июня.
Следующие две недели солдаты провели в отеле на пляже Линьано, а затем начали готовиться к возвращению домой. В то время продолжалась война с Японией, и предполагалось, что маори примут участие в операциях на Тихом океане. Согласно принятому в то время порядку, служившие дольше солдаты были демобилизованы, а на их место ожидались новые люди. В Новую Зеландию, среди прочих, отбыл командир, подполковник Арапета Аватере, заменённый подполковником Джеймсом Хенаре.
В июле батальон прошёл гарнизонную службу в Триесте, а затем 2-я дивизия получила приказ о перемещении к озеру Тразимено. 15 августа 1945 года стало известно о капитуляции Японии. В сентябре было принято решение о том, что перед отбытием новозеландцев следует провести похоронные службы в Кассино, Сангро, на Крите и (более мелкие) на хребтах Кориано, Фаэнца, Форли, Падуа, Монфалкорне и Удине.
Последняя группа старослужащих была отправлена вскоре после прибытия к Тразимено, было решено, что батальон вернётся на родину, а затем будет распущен. Из-за этого отбытие было приостановлено, солдаты переждали зиму во Флоренции. 270 человек были направлены в состав оккупационных сил в Японию под командование майора Дж. С. Бейкера. 6 декабря батальон отплыл на судне Dominion Monarch из Таранто через Суэцкий канал в Веллингтон, куда и прибыл 23 января 1946 года. Там их встретил премьер-министр Уолтер Нэш, была проведена маорийская церемония приветствия, после чего батальон был официально распущен, а бывших солдат отправили по домам.
За всё время существования в батальоне отслужило 3600 человек, из которых 649 были убиты или умерли от ран, а 1712 — ранены. Ещё 29 погибли на службе после роспуска. Репутация, заработанная батальоном маори в Северной Африке, привела к тому, что их часто ставили в первую волну атакующих. Генерал Бернард Фрейберг сказал:

Не было пехотного соединения более выдающегося, видевшего больше сражений, и, увы, потерпевшего бо́льшие потери, чем батальон маори.
Оригинальный текст (англ.)No infantry had a more distinguished record, or saw more fighting, or, alas, had such heavy casualties, as the Maori Battalion— 
Батальон имел репутацию и у противника: некоторые источники приводят цитату Эрвина Роммеля: «Дайте мне батальон маори, и я завоюю мир», другие приписывают это высказывание генералу З. Вестфалю, встретившему священника батальона, Хуату, на ужине, посвящённом встрече Африканского корпуса в Майнце в 1972 году.

## Награды
Суммарно солдаты 28-го батальона получили больше личных орденов за храбрость в бою, чем любой другой новозеландский батальон. Второй лейтенант Моана-Нуи-а-Кива Нгариму был награждён Крестом Виктории, а сержант Ханне Манахи был представлен к нему. В битве за Такроуну в 1943 Манахи повёл отряд по краю известнякового уступа, чтобы занять несколько итальянских позиций. На следующий день он отправился захватывать итальянские аванпосты. Четыре генерала рекомендовали Манахи к Кресту, но их предложение было отвергнуто в Лондоне в пользу медали «За безупречную службу».
В 2000 году иви Те-Арава отправило прошение в трибунал Ваитанги о замене медали Хаане Манахи на Крест Виктории. В декабре 2005 трибунал опубликовал находки, поддерживающие прошение, однако в октябре 2006 года министр обороны заявил, что замена невозможна, так как Король Георг VI, награждавший участников Второй мировой войны, не способен этого сделать. Вместо этого его сыну 17 марта 2007 года герцогом Йоркским было презентовано письмо от королевы Елизаветы II, алтарное облачение и меч.
Кроме того, бойцы 28-го батальона получили семь орденов «За безупречную службу», один орден Британской империи, 21 Военный крест с тремя пряжками, 13 медалей «За безупречную службу», 51 Воинскую медаль, одну медаль Британской империи и одну Медаль Почёта.

## Боевые награды
Ниже приведён список боевых наград, полученных батальоном:
- Olympus Pass, Crete, El Alamen, Tebega Gap, Takrouna, North Africa 1942-43, Orsogna, Cassino 1, The Senio, Italy 1943-45, Mount Olympus, Greece 1941, Maleme, Canea, 42nd Street, Withdrawal to Sphakia, Middle East 1941-44, Tobruk 1941, Sidi Azeiz, Zemla, Alem Hamza, Mersa Matruh, Minqar Qaim, Defence of Alamein Line, El Mreir, Alam el Halfa, Nofilia, Medinine, El Hamma, Enfidaville, Djebibina, The Sangro, Castel Frentano, Monastery Hill, Advance to Florence, San Michele, Paula Line, Celle, Saint Angelo in Salute, Santerno Crossing, Bologna and Idice Bridgehead.[122][123]

## Командиры батальона
Список командиров батальона:
- Подполковник Джордж Диттмер (англ. George Dittmer, 29 января 1940 г. — 7 февраля 1942 г.) [Note 10]
- Подполковник Хамфри Горинг Даер (англ. Humphrey Goring Dyer, 7 февраля — 13 мая 1942 г.);
- Подполковник Эруэра Те Фити о Ронгомаи Лав[англ.] (англ. Eruera Te Whiti o Rongomai Love, 13 мая — 12 июля 1942 г.);
- Подполковник Фредерик Бейкер[англ.] (англ. Frederick Baker, 13 июля — 2 ноября 1942 г.);
- Подполковник Чарльз Моихи Те Аравака Беннетт[англ.] (англ. Charles Moihi Te Arawaka Bennett, 2 ноября 1942 г. — 20 апреля 1943 г.);
- Подполковник Кинги Арета Кеиха[англ.] (англ. Kingi Areta Keiha, 22 апреля — 11 сентября 1943 г.);
- Подполковник М. К. Фэйрбрадер (англ. M. C. Fairbrother, 11 сентября — 27 декабря 1943 г.);
- Подполковник Рассел Ричард Томас Янг[англ.] (англ. Russell Richard Thomas Young, 27 декабря 1943 г. — 27 июля 1944 г.);
- Подполковник Арапата Марукитепуа Питапитануиаранга Аватере[англ.] (англ. Arapata Marukitepua Pitapitanuiaranga Awatere, 27 июля — 29 августа 1944 г.);
- Подполковник Р. Р. Т. Янг (англ. R. R. T. Young, 29 августа — 18 ноября 1944 г.);
- Подполковник Арапата Марукитепуа Питапитануиаранга Аватере (англ. Arapata Marukitepua Pitapitanuiaranga Awatere, 18 ноября 1944 г. — 21 июня 1945 г.);
- Подполковник Джеймс Клендон Тау Хенаре[англ.] (англ. James Clendon Tau Henare, 21 июня 1945 г. — 23 января 1946 г.).

## Комментарии
1. ↑  A full roll of honour can be found in Cody.[109]
2. ↑  Lt-Col A.Awatere, MC; Lt-Col F. Baker; Lt-Col C.M. Bennety; Lt-Col G. Dittmer, MBE, MC; Lt-Col R.R.T. Young; Maj J.C. Henare; and Lt M. Wikiriwhi.[119]
3. ↑  Mr C.B. Bennet (attached from YMCA).[119]
4. ↑  Maj W.S.L. Mcrae; Maj H.W. Northcroft; Maj W. Reedy; Capt A. Awatere; Capt C.N. D'Arcy (attached from NZMC); Capt I.G. Harris; Capt K.A. Keiha; Capt H.C.A. Lambert; Capt J. Matehaere; Capt P.F.Te H. Ornberg; Capt R. Royal; Capt Te M.R.Tomoana; Capt M. Wikiriwhi, DSO; Lt W. Porter; Lt Te R.W. Tibble; Lt J.P. Tikao-Barrett; 2 Lt J.S. Baker; 2 Lt B.G. Christy; 2 Lt A. Huata; 2 Lt P.O. Lambly and Rev W.Te T. Huata (Chaplain, attached). Bar to the MC: Capt J.S. Baker, MC; Capt W. Porter, MC; and Capt R. Royal, MC.[119]
5. ↑  WO I  M.T. Mcrae; WO I  A.C. Wood; Sgt R. Davis; Sgt J.W. Mataira; L-Sgt H. Manahi; Cpl H.K. Barrett; Cpl P.Rakena; Cpl W. Teneti; Cpl N. Tuakti; Pte T. Heka; Pte L. Helmbright; Pte P. Maangi; Pte C. Shelford.[119]
6. ↑  WO II K. Harawira; WO II W. Pahau; S-Sgt K. Rangitauira; Sgt J. August; Sgt R. Cullen; Sgt G. Katene; Sgt R. C. H. Kirkwood (EME, attached); Sgt M. Kupa; Sgt H. Mackey; Sgt T. Matenga; Sgt T. Pitama; Sgt W. Te Waiti; Sgt J. I. Walker; Sgt P. Walters; Sgt I. Weepu; L-Sgt T. Trainor; Cpl N. B. Cook; Cpl J. Heke; Cpl J. Pirihi; Cpl J. Tainui; Cpl T. Tamou; Cpl P. R. Te Rito; Cpl J. Tupene; Cpl R. Waaka; L-Cpl D. Alex; L-Cpl B. Hardiman; L-Cpl G. D. King; L-Cpl H. Ruha; Pte C. T. Apihai; Pte R. H. Bidois; Pte R. Bluett; Pte A. N. Carroll; Pte T. E. Duncan; Pte K. Edward; Pte H. Grant; Pte R. Hemi; Pte R. Hoani; Pte F. Jones; Pte J. Kira; Pte R. McLean; Pte G. Matthews; Pte T. T. Nathan; Pte J. M. Ngapo; Pte G. Nia-Nia; Pte W. Panoho; Pte M. R. Potae; Pte K. Rangi; Pte G. Sutherland; Pte F. Te Namu; Pte T. H. Tuhi and Pte P. Wilson.[120]
7. ↑  Sgt A. B. Goodwillie.[120]
8. ↑  Pte J. Taua.[120]
9. ↑  Awarded in 1957.[122]
10. ↑  после того, как Диттмер был ранен 23 ноября 1941 года капитан Лав (англ. Love) возглавлял командование до 7 декабря 1941, хотя Даера официально назначили командующим только 7 февраля 1942 года[124]